# Calyptrobothrium chalarosomum
Calyptrobothrium chalarosomum är en plattmaskart som beskrevs av Alexander 1963. Calyptrobothrium chalarosomum ingår i släktet Calyptrobothrium och familjen Phyllobothriidae. Inga underarter finns listade i Catalogue of Life.